# La Tour d'Argent
La Tour d'Argent (tj. Stříbrná věž) je restaurace v Paříži. Podle vlastních (neověřených) informací ji založil v roce 1582 kuchař Rourteau.
Restaurace se nachází v 5. obvodu na levém břehu Seiny poblíž Île de la Cité a katedrály Notre-Dame. Z restaurace mají hosté výhled na Paříž a řeku Seinu, která protéká pod vysokými okny sálu.
K významným hostům patřili v minulosti francouzští králové Jindřich III., Jindřich IV. a Ludvík XIV., dále kardinál Richelieu nebo Marie de Sévigné.
Restaurace je známá svými kachními pokrmy. Recept na Canard Tour d'Argent  vymyslel v roce 1890 tehdejší majitel restaurace Frédéric Delair. Omáčka se připravuje u stolu z kachního těla a jater pomocí kachního lisu (tzv. canard au sang).

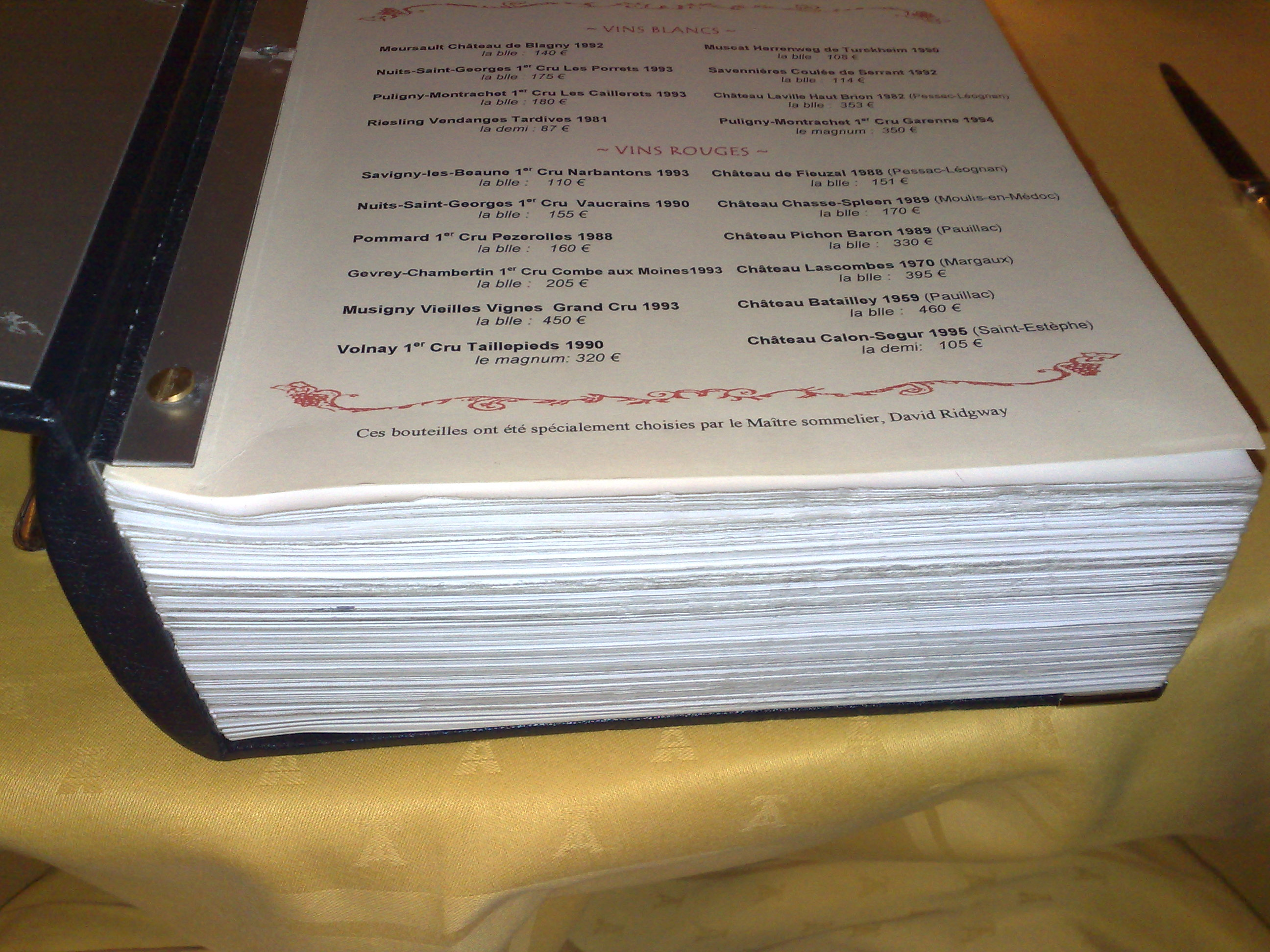
Vinný lístek restaurace Tour d'Argent

Vinný sklep obsahuje téměř 440 000 lahví. V červnu 1940, krátce předtím, než němečtí okupanti vpochodovali do otevřeného města Paříže, Claude Terrail, v té době syn majitele, zazdil v zadní části sklepa 20 000 nejcennějších lahví. Brzy poté přijel do Tour d'Argent osobní zástupce Göringa, aby pro ministra zabavil stará vína.
V letech 1933-1952 a 1953-1996 měla La Tour d'Argent v průvodci Michelin tři hvězdy, od roku 2006 má pouze jednu.